# Carl Schadewitz
Carl Schadewitz (* 23. Januar 1887 in St. Ingbert; † 27. März 1945 in Repperndorf bei Kitzingen) war ein deutscher Komponist, Musikpädagoge und Dirigent.

## Leben und Werk
Carl Schadewitz studierte am Bayerischen Staatskonservatorium in Würzburg Klavier, Violine, Flöte und Komposition, war dort Schüler von Max Meyer-Olbersleben und anschließend Kapellmeister bei einem österreichischen Operetten-Reiseensemble. Ab 1908 lebte er in Würzburg und dirigierte dort vor dem Ersten Weltkrieg sieben Gesangsvereine. Zudem unterrichtete er an der Israelitischen Lehrerbildungsanstalt. Nach dem Krieg unterrichtete er am Institut Adam, einer privaten Handels- und Realschule in Würzburg. In Würzburg war Schadewitz von 1921 bis 1945 auch als Musiklehrer am Gymnasium tätig, außerdem für mehrere Jahre als Lehrer für Musiktheorie am Staatskonservatorium. Von 1924 bis 1936 war er Chormeister des Würzburger Sängervereins.
Am 1. Mai 1940 trat Schadewitz der NSDAP bei (Mitgliedsnummer 7.634.877). Im März 1933 noch Antimilitarist und Pazifist sandte er bereits 1934 seinen Marsch für Infanteriemusik Unser Führer an Joseph Goebbels. In der Folge entstanden die Chorkompositionen Ehre der Arbeit (1934), Gebet für das Reich (1935), Der deutsche Morgen op. 36 (1936) und Heldengedenken (1943). Außerdem leitete er das Gau-Orchester der Politischen Organisation.
1941 wurde Schadewitz mit dem Johann-Stamitz-Preis ausgezeichnet, 1943 mit dem Max Reger-Preis des Gaus Mainfranken.
Carl Schadewitz schrieb neben Chormusik (darunter das Oratorium Kreislers Heimkehr op. 21, 1923) und Liedern auch Orchesterwerke (darunter die Sinfonische Dichtung Aus der Westmark op. 46, 1943) und Kammermusik. Viele seiner Handschriften verbrannten 1945 durch Kriegseinwirkung.